# کسره، دیر الزور
کسره (به عربی: الکسرة) یک منطقهٔ مسکونی در سوریه است که در استان دیر الزور واقع شده‌است. کسره ۷٬۶۵۹ نفر جمعیت دارد.